# رولاند غلاسر
رولاند غلاسر (بالألمانية: Roland Glaser)‏ هو أحيائي فيزيائي ألماني، ولد في 23 مايو 1935 في ينا في ألمانيا.